# Rumänische Badmintonmeisterschaft 2015/16
Die Rumänische Badmintonmeisterschaft der Saison 2015/16 fand vom 27. bis zum 29. November 2015 im Sala Orizont in Bacău statt.

## Titelträger
| Disziplin    | Sieger                           |
| ------------ | -------------------------------- |
| Herreneinzel | Collins Valentine Filimon        |
| Dameneinzel  | Andra Olariu                     |
| Herrendoppel | Daniel Cojocaru Robert Ciobotaru |
| Damendoppel  | Magda Lozniceriu Alexandra Milon |
| Mixed        | Daniel Cojocaru Alexandra Milon  |